# Marialite
La marialite est un minéral de la famille des tectosilicates découvert dans les Champs Phlégréens et est un membre du groupe des scapolites. Il en existe deux variantes contenant, pour la première, du calcium et du carbonate, la méionite. La seconde contient également du calcium mais en association avec un sulfate, la silvialite.

## Inventeur
La marialite fut décrite pour la première fois en 1866 par Gerhard vom Rath.

## Étymologie
En honneur à l'épouse de Gerhard vom Rath, Maria Rosa.

## Topotype
Champs Phlégréens, Campanie, Italie

## Cristallographie
Taille de la cellule : a = 12,06 Å, c = 7.572(3) Å ; Z = 2

## Cristallochimie
Groupe des scapolites

## Gîtologie
La marialite se retrouve dans les roches métamorphiques : marbre, gneiss calcaire, ganulite et schistes verts. On la retrouve également dans les skarns, pegmatites et les roches volcaniques altérées par l'hydrothermalisme.

### Associations
Plagioclase, grenat, pyroxènes, amphiboles, apatite, titanite, zircon.

## Galerie

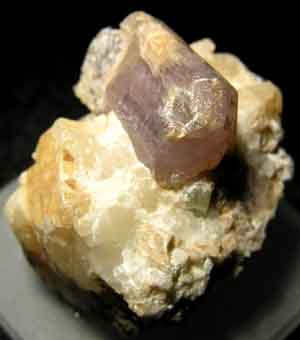
Gooderham highway 507 roadcut, Haliburton County, Ontario, Canada
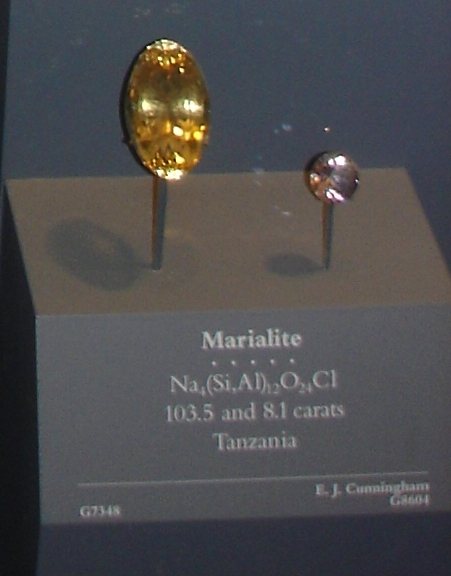
National Museum of Natural History, États-Unis
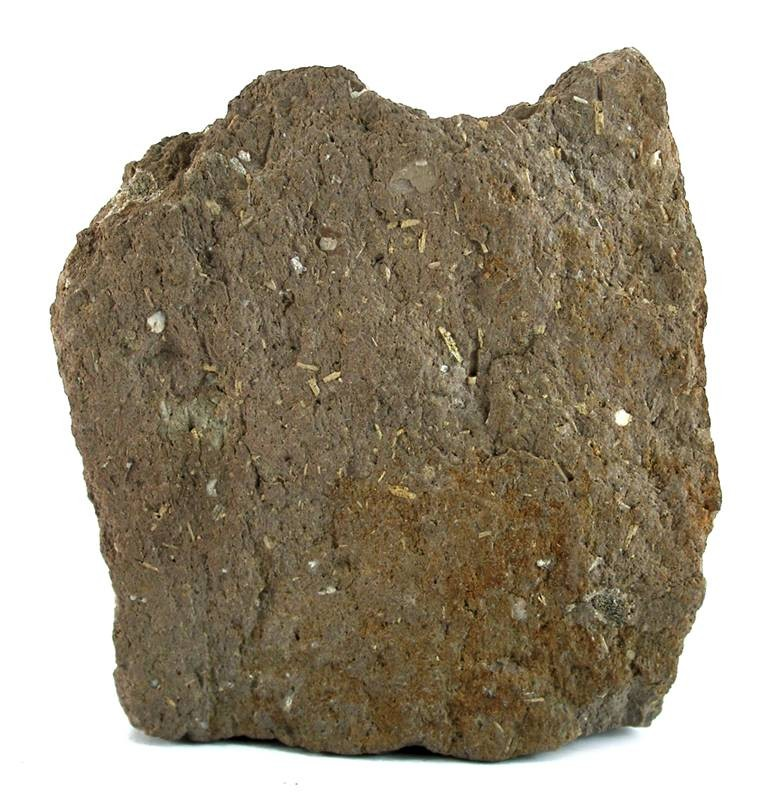
Mizzonite, mélange de méionite/marialite à prédominance ici de marialite
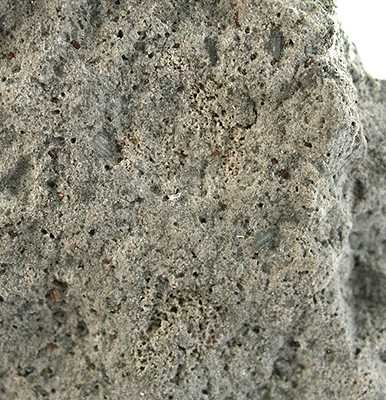
macro d'un échantillon montrant la structure macrocrystaline

## Variétés
Mizzonite (mélange avec de la méionite)

## Gisements
Italie, Russie, États-Unis, Québec, Mexique, Madagascar, Tanzanie, Kenya, Myamar

## Utilisation
Un peu de joaillerie mais essentiellement à titre d'échantillon minéralogique